# Lliga europea d'hoquei sobre patins en línia masculina
La Lliga europea d'hoquei sobre patins en línia masculina (en anglès: European League Men), anteriorment coneguda com Copa d'Europa d'hoquei sobre patins en línia, és una competició esportiva de clubs europeus d'hoquei sobre patins en línia femenins, creada l'any 2003. De caràcter anual, està organitzada pel World Skate Europe i anteriorment pel Comitè Europeu de Hoquei Línia. Hi participen els campions i subcampions de cadascuna de les federacions nacionals que en formen part. La competició es disputa en una seu neutral durant un cap de setmana. Els equips participants juguen una primera fase en format de lligueta i els millors classificats disputen la fase final en format de final a quatre, que decideix el campió del torneig.

## Historial
| En negreta = Equip guanyador (1) = Nombre de campionats (prò.) = Pròrroga (p.) = Penals Nota. Noms dels equips segons l'època |

| Edició                                                | Temp. | Data       | Campió                | Resultat   | Subcampió              | Seu                                  | ref.  |
| ----------------------------------------------------- | ----- | ---------- | --------------------- | ---------- | ---------------------- | ------------------------------------ | ----- |
| I                                                     | 2003  |            | Diables de Rethel (1) |            | Ghosts Padova          | Bairon et ses environs               |       |
| II                                                    | 2004  |            | Diables de Rethel (2) |            | Espanya HC             | Niddatal                             |       |
| III                                                   | 2005  |            | Asiago Vipers (1)     |            | Diables de Rethel      | Bassano del Grappa                   |       |
| IV                                                    | 2006  |            | Diables de Rethel (3) |            | Artzak d'Anglet        | Anglet                               |       |
| V                                                     | 2007  | 02-12-2007 | Asiago Vipers (2)     | 6-3        | CPL Valladolid         | Valladolid                           |       |
| VI                                                    | 2008  |            | Asiago Vipers (3)     | 5-1        | CPL Valladolid         | Rethel                               |       |
| VII                                                   | 2009  | 29-11-2009 | Diables de Rethel (4) | 4-3        | Asiago Vipers          | Rethel                               |       |
| VIII                                                  | 2010  | 28-11-2010 | Dismeva CPLV (1)      | 7-6        | Artzak d'Anglet        | Anglet                               | [ 1 ] |
| IX                                                    | 2011  | 27-11-2011 | Dismeva CPLV (2)      | 2-0        | Artzak d'Anglet        | Poliesportiu Los Cerros, Valladolid  | [ 2 ] |
| X                                                     | 2012  |            | Diables de Rethel (5) |            | Artzak d'Anglet        | Gymnase André Chausson, Rethel       |       |
| No es disputà entre 2013 i 2015                       |       |            |                       |            |                        |                                      |       |
| XI                                                    | 2016  | 06-03-2016 | Diables de Rethel (6) | 7-3        | Tigres de Garges       | Gymnase André Chausson, Rethel       |       |
| XII                                                   | 2017  | 05-03-2017 | Diables de Rethel (7) | 4-3 (prò.) | Espanya HC             | Poliesportiu de Canterac, Valladolid | [ 3 ] |
| XIII                                                  | 2018  | 08-04-2018 | Diables de Rethel (8) | 9-2        | Milano Quanta          | Gymnase André Chausson, Rethel       |       |
| XIV                                                   | 2019  | 14-04-2019 | Tigres de Garges (1)  | 2-1 (prò.) | Milano Quanta          | Roana                                |       |
| No es disputà pel risc públic de contagi del COVID-19 |       |            |                       |            |                        |                                      |       |
| XV                                                    | 2021  | 04-07-2021 | Diables de Rethel (9) | 3-0        | Caja Rural CPLV        | Raiffesen Arena, Kaltbrunn           | [ 4 ] |
| No es disputà l'any 2022                              |       |            |                       |            |                        |                                      |       |
| XVI                                                   | 2023  | 23-04-2023 | Molina Sport (1)      | 5-1        | Patineurs Villeneuvois | Pavelló García San Román, Las Palmas | [ 5 ] |